# Théodore de Marseille
Théodore de Marseille (Theodorus) fut évêque de Marseille de 582 à 591

## Biographie
À la fin VIe siècle, le port de Marseille a un trafic assez important pour que deux rois en partagent l’usage, et lorsque venant de Constantinople débarque à Marseille Gondovald, qui se dit fils du roi Clotaire Ier, Théodore alors évêque de Marseille lui procure des chevaux et lui permet de faire jonction avec le duc Mummole qui est un militaire au service de Childebert. 
Gontran Boson duc d'Auvergne le fait enfermer. Il lui reproche d’avoir introduit cet étranger dans les Gaules, et d'avoir voulu soumettre le royaume des Francs à la domination impériale. Théodore est conduit auprès de lui avec l’évêque Épiphane de Pavie qui, fuyant la Lombardie, demeurait à Marseille et aurait lui aussi trempé dans cette affaire. Théodore est ensuite emmené malgré lui à un synode à Mâcon (en l’an 585). chargé de le condamner à l'exil pour avoir trempé dans l’affaire de Mummole. Mais le synode ne le condamne pas et il rentre à Marseille où la population le reçoit avec chaleur. 
En juin 591, une lettre du pape saint Grégoire le Grand confie à saint Théodore la charge de réparer la faute de collaborateurs qui ont baptisé des Juifs de force. Le pape l’invite personnellement à s’adresser aux Juifs par des prédications répétées où se manifeste la douceur de celui qui les enseigne.

## Articles liés
- Archidiocèse de Marseille
- Liste des évêques et archevêques de Marseille